# Reuzenhuis (gezinsbond)
Het Reuzenhuis is een project van de Belgische Gezinsbond in het kader van veiligheid in de woning.
Het interieur van een huis wordt nagebouwd op schaal, zodat volwassenen het ervaren op maat van kinderen, met reuzenstoelen, -strijkplank, -gasfornuis, -toilet, -trapje. Het project doet verschillende steden aan, en is een (aangepaste) herhaling van een gelijkaardig project van eind vorige eeuw.
Het bezoek aan het Reuzenhuis moet vooral volwassenen bewust maken van de gevaren die een kind loopt binnenshuis. Het kan dan ook enkel bezocht worden door volwassenen. De voornaamste doelgroep is natuurlijk de ouders van jonge kinderen. Ook grootouders en professionele opvoeders of personeel van kinderkribben en kleuterklassen kunnen er heel wat van opsteken.